# 南岗区
45°45′36″N 126°40′07″E / 45.76000°N 126.66861°E
南岗区，古称秦家岗，是黑龙江省哈尔滨市辖区中人口最多的市辖区，也是黑龙江省政府所在地。南岗区位于哈尔滨市中心城区，也是黑龙江省重要的政治、经济、文化中心，区政府驻于大成街道。

## 历史

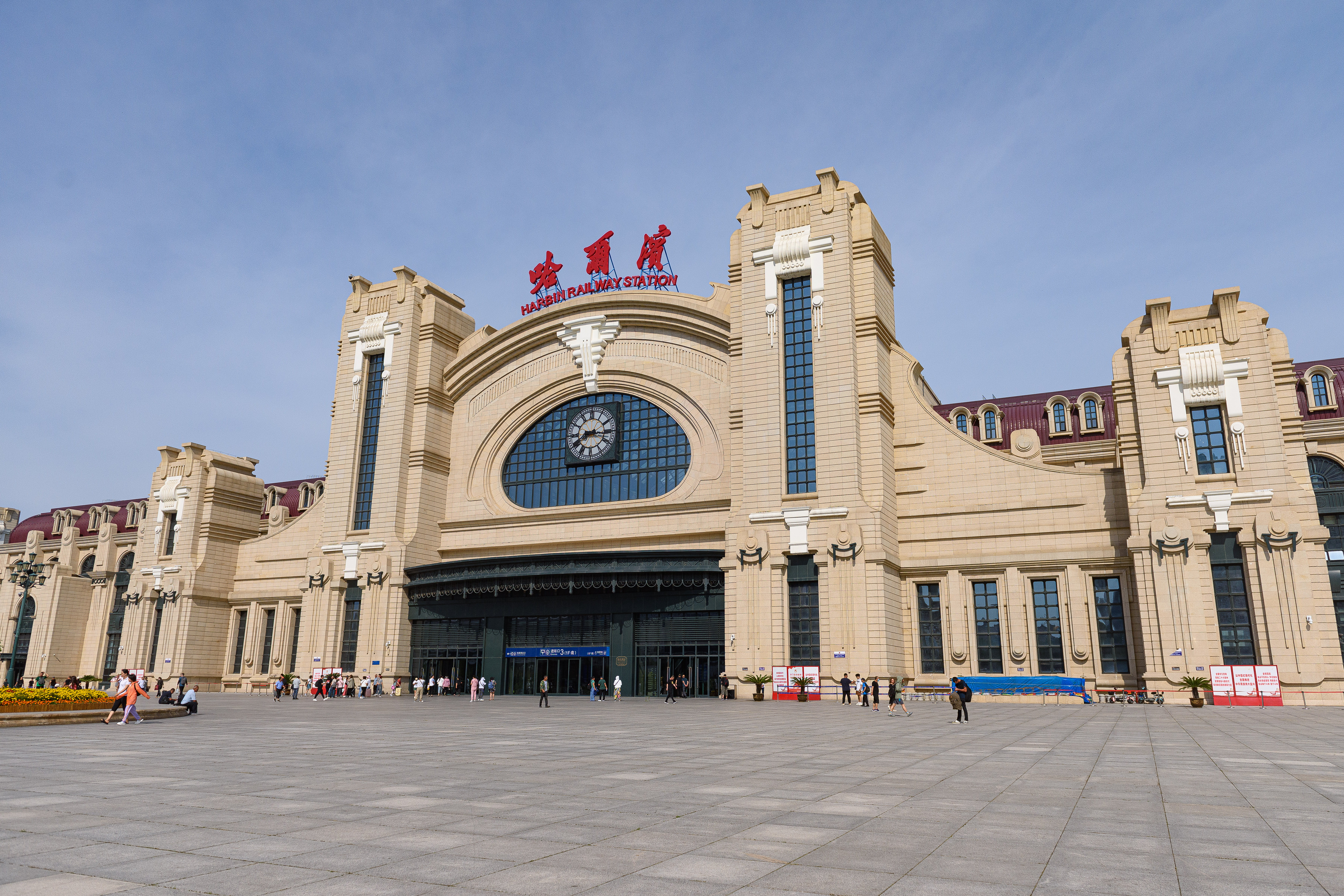
位于南岗区的哈尔滨火车站。

今南岗区清朝为阿勒楚喀副都统下辖，1898年（光绪二十四年），沙俄修筑中东铁路，此地遂形成街市。1907年（光绪三十三年），以今哈尔滨火车站附近区域划为市区，南岗也划作俄国人控制的“哈尔滨自治公议会”所辖区域。中华民国成立后，于1926年3月30日取缔“哈尔滨自治公议会”。1926年4月17日，南岗连同埠头区划归新成立的哈尔滨特别市管辖。九一八事变爆发后，哈尔滨沦陷，1938年7月1日，满洲国政府正式设立南岗区。1945年抗日战争胜利，接管东北的共产党政府于1949年10月将马家区废除，其境域划归南岗区辖下。1958年11月，哈尔滨市人民政府取消滨江区，将一些人民公社划入南岗区辖下。1963年3月，又将划入南岗区的公社划出，重建滨江区。1972年8月，再次撤销滨江区，并将公社划回南岗区。1984年，将所有公社改制为乡。1985年3月，将南岗区辖下的王岗乡与王岗街道合并为王岗镇。2007年5月29日，南岗区辖下的跃进乡被撤销，其行政规划并入城区，改建制为街道。

## 人口
根據第七次人口普查數據，截至2020年11月1日零時，南崗區常住人口為1390679人。

## 行政区划
下辖18个街道、1个镇、1个民族乡：
- 街道：燎原街道、大成街道、松花江街道、花园街道、曲线街道、通达街道、七政街道、和兴路街道、哈西街道、保健路街道、荣市街道、奋斗路街道、芦家街道、革新街道、文化街道、先锋路街道、新春街道、跃进街道。
- 乡：红旗满族乡。
- 镇：王岗镇。

## 地理
南岗区位于哈尔滨市中部和西部，北與東北与道外區相连，东与香坊区和道外區接壤，东南方向为平房区，西南与双城区以运粮河为界，西北与道里区以京哈铁路为界。

## 教育
南岗区辖区内拥有众多高校，其中大多位于学府路，辖区内的哈尔滨工业大学是首批进入中国211工程的重点大学。南岗区境内的大学拥有在校大学生25万人、博士生导师1000余名、两院院士33名。

### 南岗区高校列表
| 學校名稱                     | 创校时间 | 学校类型 |
| ---------------------------- | -------- | -------- |
| 哈尔滨工业大学               | 1920年   | 公立本科 |
| 哈尔滨工程大学               | 1953年   | 公立本科 |
| 黑龙江大学                   | 1941年   | 公立本科 |
| 哈尔滨医科大学               | 1926年   | 公立本科 |
| 哈尔滨理工大学               | 1950年   | 公立本科 |
| 哈尔滨体育学院               | 1956年   | 公立本科 |
| 哈尔滨学院                   | 1999年   | 公立本科 |
| 黑龙江东方学院               | 1992年   | 民办本科 |
| 黑龙江司法警官职业学院       | 1956年   | 公立专科 |
| 黑龙江建筑职业技术学院       | 1948年   | 公立专科 |
| 黑龙江工商职业技术学院       | 2002年   | 公立专科 |
| 黑龙江生态工程职业学院       | 1953年   | 公立专科 |
| 黑龙江旅游职业技术学院       | 1950年   | 公立专科 |
| 哈尔滨铁道职业技术学院       | 1959年   | 公立专科 |
| 黑龙江信息技术职业学院       | 1978年   | 公立专科 |
| 哈尔滨职工医学院             | 1986年   | 公立专科 |
| 哈尔滨华夏计算机职业技术学院 | 2005年   | 民办专科 |
| 黑龙江艺术职业学院           | 1959年   | 公立专科 |
| 黑龙江粮食职业学院           | 1959年   | 公立专科 |

## 经济
南岗区内共有商贸企业243家，其中包括新世界、秋林国际、远大、松雷等综合商场；南岗区还驻有中国建设银行、中国银行、中国农业银行等金融企业共77家。2010年，南岗区全年GDP达700亿元人民币，年平均增长率14%；政府财政收入48.3亿元人民币，年平均增长率24%。

## 其他
1994年，《南岗区志》出版。《南岗区志》共600萬字，時間上上至1744年，下至1990年。